# Svenska mästerskapen i dressyr 1968
Svenska mästerskapen i dressyr 1968 avgjordes i Strömsholm. Tävlingen var den 18:e upplagan av Svenska mästerskapen i dressyr.

## Resultat
| Placering | Ryttare            | Häst           |
| --------- | ------------------ | -------------- |
| 1         | Ninna Slöör-Swaab  | Casanova       |
| 2         | Sune Lindbäck      | Hue and Cry xx |
| 3         | Margareta Tengelin | Red Eve xx     |